# Ахметулла Нуров
Ахметулла Нуров (нар. 20 червня 1969) — казахський борець греко-римського стилю, срібний та бронзовий призер чемпіонатів Азії, срібний призер Азійських ігор, бронзовий призер Кубку світу.

## Життєпис
Боротьбою почав займатися з 1983 року. 
Виступав за спортивний клуб «Даулет» (Алмати). Тренер — Геннадій Сапунов.

## Спортивні результати на міжнародних змаганнях

### Виступи на Чемпіонатах світу
| Змагання                        | Збірна    | Вагова категорія                 | Місце |
| ------------------------------- | --------- | -------------------------------- | ----- |
| Чемпіонат світу з боротьби 1994 | Казахстан | греко-римська боротьба, до 62 кг | 8     |
| Чемпіонат світу з боротьби 1995 | Казахстан | греко-римська боротьба, до 62 кг | 7     |

### Виступи на Чемпіонатах Азії
| Змагання                       | Збірна    | Вагова категорія                 | Місце  |
| ------------------------------ | --------- | -------------------------------- | ------ |
| Чемпіонат Азії з боротьби 1993 | Казахстан | греко-римська боротьба, до 57 кг | Срібло |
| Чемпіонат Азії з боротьби 1995 | Казахстан | греко-римська боротьба, до 57 кг | Бронза |
| Чемпіонат Азії з боротьби 1996 | Казахстан | греко-римська боротьба, до 62 кг | 6      |

### Виступи на Азійських іграх
| Змагання           | Збірна    | Вагова категорія                 | Місце  |
| ------------------ | --------- | -------------------------------- | ------ |
| Азійські ігри 1994 | Казахстан | греко-римська боротьба, до 62 кг | Срібло |

### Виступи на Кубках світу
| Змагання                    | Збірна    | Вагова категорія                 | Місце  |
| --------------------------- | --------- | -------------------------------- | ------ |
| Кубок світу з боротьби 1995 | Казахстан | греко-римська боротьба, до 57 кг | Бронза |

### Виступи на інших змаганнях
| Змагання                           | Збірна    | Вагова категорія                 | Місце  |
| ---------------------------------- | --------- | -------------------------------- | ------ |
| Гран-прі Німеччини з боротьби 1998 | Казахстан | греко-римська боротьба, до 58 кг | Бронза |